# Коронавірусна хвороба 2019 в Африці
Епідемія коронавірусної хвороби 2019 в Африці — це поширення пандемії коронавірусної хвороби 2019 на територію Африки. Перший випадок коронавірусної хвороби в Африці зареєстрований 21 січня 2020 року у єгипетській столиці Каїрі. Перший підтверджений випадок в Африці на південь від Сахари було виявлено в Нігерії наприкінці лютого 2020 року. Протягом 3 місяців коронавірус поширився по всьому континенту, аж до часу, коли Лесото, остання африканська суверенна держава, яка залишалися вільною від вірусу, повідомила про випадок хвороби 13 травня 2020 року. Станом на 26 травня виявилося, що в більшості африканських країн спостерігається місцева передачі вірусу, хоча можливості для тестування були обмежені. Більшість виявлених завезених випадків прибули з Європи та США, а не з Китаю, звідки походив коронавірус.
На початку червня 2021 року Африка стикнулася з третьою хвилею зараження COVID-19 із зростанням випадків у 14 країнах. До 4 липня на континенті було зареєстровано понад 251 тисяча нових випадків хвороби, що на 20 % більше, ніж за тиждень до цього, і на 12 % більше, ніж у січні. Понад 16 африканських країн, включаючи Малаві та Сенегал, зафіксували сплеск нових випадків хвороби. Всесвітня організація охорони здоров'я назвала цей тиждень «найгіршим часом пандемії в Африці».
Країни Африки запровадили велику кількість профілактичних заходів. До них відносяться обмеження на поїздки, скасування рейсів, скасування заходів, закриття шкіл і закриття кордонів. Вважалося, що в багатьох африканських країнах із менш розвиненою системою охорони здоров'я була широко поширена недореєстрація хвороби. Згідно з дослідженням серопревалентності восени 2020 року в Джубі в Південному Судані, насправді було зареєстровано менше 1 % інфікованих.
Нові тривожні варіанти вірусу були виявлені в Африці: у грудні 2020 року Бета-варіант у ПАР, у грудні 2020 року Ета-варіант у Нігерії, та в листопаді 2021 року Омікрон у Ботсвані.
Африканський союз забезпечив придбання близько 300 мільйонів доз вакцини проти COVID-19 у рамках найбільшої такої угоди для Африки; це було повідомлено 13 січня 2021 року. Це не залежить від глобальних зусиль «Access to COVID-19 Tools Accelerator» (COVAX), спрямованих на забезпечення вакцин проти COVID-19 країн з низьким рівнем доходу. Однак примітно, що африканські країни платили більш ніж удвічі більше за певні вакцини, ніж європейські країни. Група семи найрозвинутіших країн світу (G7) пообіцяла справедливий розподіл вакцин 19 лютого 2021 року, хоча надала лише небагато деталей про заходи для його забезпечення. Об'єднані Арабські Емірати також стали постачальником вакцин для Африки.
Незважаючи на ці досягнення, Африка є найменш вакцинованим континентом у світі. На початку червня 2021 року Всесвітня організація охорони здоров'я повідомила, що поставки вакцини проти COVID-19 в Африкуі «майже зупинилися». 8 червня 2021 року судансько-британський філантроп-мільярдер Мо Ібрагім різко розкритикував міжнародну спільноту за неспроможність забезпечити справедливий розподіл вакцин по всьому світу. Станом на 8 липня 2021 року лише 2 % населення континенту було щеплено.
Кілька африканських урядів зазнали критики через їх неготовність до епідемії, корупційні скандали, та надто пізнє запровадження карантину, що підривало довіру до держави. На початок 2023 року 20 із 39 країн у узгодженому Світовим банком списку нестабільних і постраждалих від конфлікту держав знаходяться в Африці.
Щоб підтримати відновлення після пандемії COVID-19, Африці на південь від Сахари в цілому потрібно було б підвищити витрати приблизно на 6 % ВВП (100 мільярдів доларів), тоді як країнам Близького Сходу та Північної Африки потрібно було б збільшити витрати на 9 % ВВП.

## Загальна історія
До другого тижня червня 2020 року загальна кількість випадків хвороби в Африці перевищила 200 тисяч. Кількість реєстрації підтверджених нових випадків прискорилася в червні: на континенті знадобилося 98 днів, щоб зареєструвати перші 100 тисяч випадків, і 18 днів для інших 100 тисяч. Темпи прискорення продовжували утримуватися, і до 6 липня кількість випадків перевищила позначки в 300 тисяч і 400 тисяч. 8 липня 2020 року кількість випадків перевищила півмільйона. Половина з 500 тисяч випадків, зареєстрованих на континенті, походили з ПАР або Єгипту. На 10 країн припадало 80 % зареєстрованих випадків хвороби. 20 липня 2020 року Всесвітня організація охорони здоров'я висловила занепокоєння з приводу поширення хвороби в Африці, заявивши, що стрімке зростання чисельності в Південній Африці може бути передвісником подальших спалахів по всьому континенті. Станом на 6 серпня кількість хворих перевищила мільйон, причому понад 75 % від загальної кількості підтверджених випадків припадало на 5 країн: ПАР, Єгипет, Марокко, Ефіопію та Нігерію. Існувала думка, що дійсна кількість випадків значно перевищує підтверджену кількість через низький рівень тестування в багатьох африканських країнах. Рівень смертності в африканських країнах був відносно низьким порівняно з Європою через більш молодий вік населення. 21 серпня Африканські центри з контролю та профілактики захворювань висловили «обережний оптимізм», оскільки кількість нових випадків знизилася, водночас застерігши від самовдоволення. У деяких країнах кількість випадків почала зростати. 29 жовтня 2020 року голова Африканських центрів з контролю та профілактики захворювань Джон Нкенгасонг сказав: «Час готуватися до другої хвилі дійсно настав».
12 листопада Африканські центри з контролю та профілактики захворювань та Всесвітня організація охорони здоров'я повідомили, що кількість підтверджених випадків зросла з липня, особливо в Північній Африці (Туніс, Марокко та Лівія). У Південній Африці та Кенії крива згладжувалася, тоді як у Сенегалі та Екваторіальній Гвінеї спостерігається постійне зниження кількості випадків.
Протягом літа 2021 року кількість випадків зросла, і до 27 червня досягла майже 202 тисячі на тиждень. Станом на 13 липня 2021 року 22 з 55 африканських держав повідомили про випадки дельта-варіанту.
10 лютого 2022 року в заяві, оприлюдненій ВООЗ, сказано, що вперше після піку четвертої хвилі, спричиненої варіантом Омікрон, щотижнева кількість випадків COVID-19 в Африці «суттєво зменшилася», а також зменшилася кількість смертей.
Африканські країни зробили значний внесок у ідентифікацію варіанту Омікрон у листопаді 2021 року, коли Туліо де Олівейра з Стелленбоського університету, біоінформатик бразильського походження, вперше повідомив громадськість про десятки мутацій цього варіанту, що робить його більш заразним у всьому світі. Африканські науковці різко критикували «Глобальну Північ» за приховування важливих вакцин, несправедливе введення заборони на поїздки та позбавлення африканських вчених кредитів, які вони заслуговують за секвенування нових варіантів, що виникають.

## Підтверджені випадки за країнами та територіями
| Країна/територія                 | Випадки    | Активні випадки | Смерті     | Одужання | Посилання |
| -------------------------------- | ---------- | --------------- | ---------- | -------- | --------- |
| ПАР                              | 4,054,522  | 39,428          | 3,912,506  | 102,588  | [ 1 ]     |
| Марокко                          | 1,272,186  | 112             | 1,255,778  | 16,296   | [ 1 ]     |
| Туніс                            | 1,150,127  |                 |            | 29,291   | [ 1 ]     |
| Єгипет                           | 515,645    | 48,850          | 442,182    | 24,613   | [ 1 ]     |
| Лівія                            | 507,158    | 4               | 500,717    | 6,437    | [ 1 ]     |
| Ефіопія                          | 499,354    | 5,619           | 486,163    | 7,572    | [ 1 ]     |
| Реюньйон                         | 484,813    | 65,323          | 418,572    | 918      | [ 1 ]     |
| Кенія                            | 342,792    | 69              | 337,035    | 5,688    | [ 1 ]     |
| Замбія                           | 338,986    | 2,292           | 332,655    | 4,039    | [ 1 ]     |
| Ботсвана                         | 328,581    | 2,039           | 323,747    | 2,795    | [ 1 ]     |
| Алжир                            | 271,354    | 81,746          | 182,727    | 6,881    | [ 1 ]     |
| Нігерія                          | 266,453    | 3,458           | 259,850    | 3,155    | [ 1 ]     |
| Зімбабве                         | 259,981    | 667             | 253,677    | 5,637    | [ 1 ]     |
| Мозамбік                         | 231,404    | 371             | 228,801    | 2,232    | [ 1 ]     |
| Гана                             | 171,112    | 14              | 169,636    | 1,462    | [ 1 ]     |
| Намібія                          | 170,496    | 89              | 166,324    | 4,083    | [ 1 ]     |
| Уганда                           | 170,279    | 66,128          | 100,431    | 3,630    | [ 1 ]     |
| Руанда                           | 133,078    | 73              | 131,537    | 1,468    | [ 1 ]     |
| Камерун                          | 123,993    | 3,412           | 118,616    | 1,965    | [ 1 ]     |
| Ангола                           | 105,095    | 115             | 103,050    | 1,930    | [ 1 ]     |
| ДР Конго                         | 95,346     | 9,660           | 84,223     | 1,463    | [ 1 ]     |
| Сенегал                          | 88,900     | 17              | 86,915     | 1,968    | [ 1 ]     |
| Малаві                           | 88,446     | 469             | 85,291     | 2,686    | [ 1 ]     |
| Кот-д'Івуар                      | 87,966     | 6               | 87,127     | 833      | [ 1 ]     |
| Есватіні                         | 74,114     | 51              | 72,641     | 1,422    | [ 1 ]     |
| Мадагаскар                       | 67,817     | 55              | 66,343     | 1,419    | [ 1 ]     |
| Судан                            | 63,729     | 444             | 58,284     | 5,001    | [ 1 ]     |
| Мавританія                       | 63,664     | 234             | 62,433     | 997      | [ 1 ]     |
| Кабо-Верде                       | 63,224     | 60              | 62,752     | 412      | [ 1 ]     |
| Бурунді                          | 52,162     | 731             | 51,393     | 38       | [ 1 ]     |
| Сейшельські Острови              | 50,355     | 157             | 50,026     | 172      | [ 1 ]     |
| Габон                            | 48,980     | 6               | 48,668     | 306      | [ 1 ]     |
| Танзанія                         | 42,530     |                 |            | 846      | [ 1 ]     |
| Майотта                          | 42,002     |                 |            | 188      | [ 1 ]     |
| Маврикій                         | 41,627     | 684             | 39,901     | 1,042    | [ 1 ]     |
| Того                             | 39,353     | 6               | 37,757     | 467      | [ 1 ]     |
| Гвінея                           | 38,224     | 0               | 37,757     | 467      | [ 1 ]     |
| Лесото                           | 34,790     | 8,087           | 25,980     | 723      | [ 1 ]     |
| Малі                             | 32,776     | 80              | 31,953     | 743      | [ 1 ]     |
| Бенін                            | 27,989     | 3               | 27,823     | 163      | [ 1 ]     |
| Сомалі                           | 27,318     | 12,775          | 13,182     | 1,361    | [ 1 ]     |
| Республіка Конго                 | 25,375     | 983             | 24,006     | 386      | [ 1 ]     |
| Буркіна-Фасо                     | 22,025     | 33              | 21,596     | 396      | [ 1 ]     |
| Південний Судан                  | 18,368     | 115             | 18,115     | 138      | [ 1 ]     |
| Екваторіальна Гвінея             | 17,186     | 123             | 16,880     | 183      | [ 1 ]     |
| Джибуті                          | 15,690     | 74              | 15,427     | 189      | [ 1 ]     |
| Центральноафриканська Республіка | 15,361     | 471             | 14,777     | 113      | [ 1 ]     |
| Гамбія                           | 12,586     | 25              | 12,189     | 372      | [ 1 ]     |
| Еритрея                          | 10,189     | 0               | 10,086     | 103      | [ 1 ]     |
| Нігер                            | 9,931      | 729             | 8,890      | 312      | [ 1 ]     |
| Коморські Острови                | 8,992      | 4               | 8,827      | 161      | [ 1 ]     |
| Гвінея-Бісау                     | 8,947      | 115             | 8,656      | 176      | [ 1 ]     |
| Ліберія                          | 8,043      | 8               | 7,741      | 294      | [ 1 ]     |
| Сьєрра-Леоне                     | 7,760      |                 |            | 126      | [ 1 ]     |
| Чад                              | 7,651      | 2,583           | 4,874      | 194      | [ 1 ]     |
| Сан-Томе і Принсіпі              | 6,279      | 0               | 6,202      | 77       | [ 1 ]     |
| Західна Сахара                   | 10         | 0               | 9          | 1        | [ 1 ]     |
| Загалом                          | 12,765,020 | 454,504         | 12,052,075 | 258,441  |           |

## Хронологія за країнами та територіями

### Алжир
Перший випадок в країні був підтверджений 25 лютого. Вранці 2 березня в Алжирі підтвердили 2 нових випадки зараження коронавірусом у жінки та її дочки. 3 березня у країні повідомлено про ще два нових випадки зараження коронавірусом. Ці випадки були в одній родині, батько та донька, які прибули з Франції. 4 березня міністерство охорони здоров'я зареєструвало 4 нові підтверджені випадки хвороби, усі в одній родині, довівши загальну кількість до 12 підтверджених випадків.
Згідно з оцінками моделювання прогнозів ВООЗ, в Алжирі відбудеться відносно високий ризик поширення COVID-19, якщо заходи стримування, такі як відстеження контактів, не стануть пріоритетними в діяльності органів охорони здоров'я.

### Ангола
21 березня 2020 року було підтверджено перші два випадки хвороби в Анголі. З 20 березня всі кордони Анголи були закриті на 15 днів. Станом на 18 квітня 2020 року було загалом 19 підтверджених випадків хвороби, 2 смерті та 6 одужань. До грудня 2020 року загальна кількість підтверджених випадків становила 17433, з них 10859 одужали та 405 померли. На кінець місяця було 6169 активних випадків хвороби.

### Бенін
16 березня 2020 року підтверджено перший випадок хвороби в Беніні. Станом на 18 квітня було загалом 35 підтверджених випадків хвороби, одна смерть і 18 одужань.
Загальна кількість підтверджених випадків у грудні становила 3251. На кінець року було 3061 одужань, 44 смерті, 146 активних випадків хвороби.

### Ботсвана
30 березня 2020 року було підтверджено перші 3 випадки хвороби в Ботсвані. Щоб запобігти подальшому поширенню хвороби, уряд заборонив зібрання понад 50 осіб і в'їзд із країн, де спостерігалась велика кількість хворих. Кордони країни були закриті, і громадянам Ботсвани буде дозволено повернутися, але вони повинні перебувати після цього на карантині протягом 14 днів. Усі школи також були закриті з 20 березня.

### Буркіна-Фасо
9 березня 2020 року в Буркіна-Фасо було зареєстровано перші 2 випадки хвороби в країні. 13 березня також було підтверджено третій випадок — особа, яка мала прямий контакт із першими двома випадками. Станом на 14 березня в країні було підтверджено 7 випадків. 5 із нових підтверджених випадків мали прямий контакт із першими двома випадками. Один з них був громадянином Великої Британії, який працював на золотих копальнях у країні, відпочивав у Ліверпулі, та повернувся до країни 10 березня транзитом через Ванкувер і Париж.
Станом на 18 квітня 2020 року в країні було зареєстровано загалом 557 випадків хвороби, з них 35 смертей і 294 одужання. На кінець грудня 2020 року було зареєстровано 6631 випадок хвороби, 4978 одужань, 1569 активних випадків і 84 смерті.

### Бурунді
31 березня було підтверджено перші два випадки в Бурунді. Президент Бурунді П'єр Нкурунзіза помер під час пандемії; офіційно він помер від серцевого нападу, але є припущення, що він міг померти від COVID-19, а члени його сім'ї також заразилися цією хворобою.

### Камерун
6 березня 2020 року в Камеруні підтвердили перший випадок хвороби. Згідно з оцінками моделювання прогнозів ВООЗ, Камерун стикнеться з відносно високим ризиком поширення COVID-19, якщо заходи стримування, такі як відстеження контактів, не будуть пріоритетними.
13 січня 2021 року Камерун повідомив про 27336 випадків хвороби, 1993 активних випадки та 451 смерть. Це становить 17 смертей на мільйон населення.

### Кабо-Верде
20 березня 2020 року було підтверджено перший випадок на Кабо-Верде у 62-річного жителя Великої Британії.

### Центральноафриканська Республіка
Перший випадок хвороби в Центральноафриканській Республіці було зареєстровано 14 березня 2020 року в 74-річного італійця, який повернувся до Центральноафриканської Республіки з Мілана.

### Чад
19 березня 2020 року було підтверджено перший випадок хвороби в Чаді. На березень 2021 року в країні зареєстровано понад 4 тисячі випадків хвороби. Як превентивний захід уряд скасував усі вхідні авіарейси до країни, крім вантажних.

### Коморські острови
Для запобігання поширення інфекції усі прибуваючі на Коморські Острови, повинні були знаходитись на карантині 14 днів після прибуття. Щоб запобігти поширенню вірусу, уряд скасував усі вхідні транспортні рейси та заборонив масові зібрання. 15 квітня 2020 року в особи, яка прибула на Майотту з Коморських островів, виявили COVID-19.
30 квітня 2020 року на Коморських островах підтвердили перший випадок хвороби. 4 травня було повідомлено про першу смерть. Проведено тестування 54 особам, виявлено 53 контакти хворого.

### Демократична Республіка Конго
10 березня в Демократичній Республіці Конго зареєстровано перший випадок COVID-19. Станом на березень 2021 року підтверджено понад 25 тисяч випадків хвороби. Станом на 27 липня 2021 року дельта-варіант був виявлений у 76 % проаналізованих проб.
19 березня президент Фелікс Чісекеді оголосив про припинення транспортного сполучення. Президент ввів надзвичайний стан і закрив кордони країни. Школи, бари, ресторани та місця відправлення культу також були закриті.

### Республіка Конго
Перший випадок хвороби в Республіці Конго зареєстрований 14 березня 2020 року у 50-річного чоловіка, який повернувся до країни з Парижа.

### Джибуті
18 березня 2020 року було підтверджено перший випадок хвороби в Джибуті.

### Єгипет
14 лютого 2020 року міністерство охорони здоров'я Єгипту повідомило про перший випадок хвороби в країні в міжнародному аеропорту Каїра в громадянина Китаю. 6 березня міністерство охорони здоров'я Єгипту та ВООЗ підтвердили 12 нових випадків зараження коронавірусом. Інфіковані також виявлені серед єгипетського персоналу на борту круїзного лайнера по Нілу MS River Anuket, який прямував з Асуана до Луксора 7 березня 2020 року органи охорони здоров'я повідомили, що в 45 осіб на борту підтвердився позитивний результат тестування на коронавірус, і що судно помістили на карантин у доку в Луксорі.
13 січня 2021 року в Єгипті було зареєстровано 152719 випадків хвороби, з них 24045 активних випадків і 8362 смертей. Це становить 81 смерть на мільйон населення.
У січні 2021 року родич 62-річного хворого на COVID-19, який помер у єгипетській лікарні Ель-Хусейнея через нестачу кисню, опублікував у Facebook відео з лікарні, на якому показано, як медичний персонал, якому не вистачає необхідних засобів, реанімує чоловіка за допомогою ручного апарату штучної вентиляції легень, це відео стало вірусним в Інтернеті, привернувши увагу всього світу щодо недоліків уряду в боротьбі з пандемією. Того дня в цій лікарні померли 4 хворих, і в офіційній заяві лікарні йдеться про те, що у хворих розвинулися «ускладнення», заперечуючи «будь-який зв'язок» їх смерті з нестачею кисню. Розслідування цього випадку провело видання «New York Times», в якому заяви, надані під час опитувань родичами хворих, а також медичним персоналом, підтвердили причину смерті як відсутність кисню. Єгипет розпочав вакцинацію медичних працівників 24 січня 2021 року. Під час епідемії померли понад 300 лікарів.

### Екваторіальна Гвінея
14 березня 2020 року було підтверджено перший випадок хвороби в Екваторіальній Гвінеї.

### Еритрея
20 березня 2020 року в Еритреї було підтверджено перший випадок хвороби.

### Есватіні
14 березня 2020 року було підтверджено перший випадок в Есватіні.

### Ефіопія
Перший випадок хвороби в Ефіопії виявлено 13 березня в японця, який прибув до країни 4 березня з Буркіна-Фасо. 15 березня було зареєстровано ще 3 випадки зараження коронавірусом. Ці 3 особи мали тісний контакт із хворим, який, як повідомлено, був заражений коронавірусом 13 березня. Після цього міністерство охорони здоров'я повідомило громадськості ще про 8 підтверджених випадків хворобу, внаслідок чого загальна кількість випадків зросла до 12. Повідомлено, що серед інфікованих осіб був літній ефіоп віком за 80 років, скарги якого посилювалися, тоді як інші 8 були на шляху одужання та мали легші симптоми захворювання. 27 березня міністр охорони здоров'я повідомив, в якій зазначено, що було виявлено 4 нових випадки хвороби, а один з хворих перебував у місті Адама регіону Оромія, а інші три перебували в Аддис-Абебі. Крім того, 31 березня 2020 року міністр охорони здоров'я підтвердив ще 3 випадки хвороби. Наступного дня додалися ще 3 випадки хвороби. У ще одному прес-релізі урядові органи зазначили, що один з хворих був повторно протестований, і підтверджено негативний результат тестування, а 2 з підтверджених випадків були відправлені до їх країни проживання (Японії). Загалом станом на 1 квітня 2020 року підтверджено 29 випадків хвороби. 3 квітня 2020 року завдяки подальшим тестам було виявлено 6 нових випадків хвороби, внаслідок чого кількість випадків зросла до 35. Уряд і громадськість країни спільно вживали заходів для зупинення подальшого поширення цієї смертельної хвороби. Серед 6 виявлених випадків були люди, які останнім часом не виїздили з країни, що викликало тривогу у громадськості.
4 квітня було зареєстровано ще 3 випадки захворювання. Усі випадки були з Аддис-Абеби. Двоє хворих, 29-річний і 34-річний ефіопи, їздили до Дубая в різний час. Третій випадок зареєстрований у 35-річної ефіопки, яка прибула зі Швеції 3 квітня. Того ж дня було повідомлено про ще одне одужання, що збільшило загальну кількість одужань до 4.
5 квітня було зареєстровано ще 5 випадків коронавірусної хвороби. Троє з них були ефіопи. Двоє інших були громадянами Лівії та Еритреї. Всього станом на 5 квітня 2020 року було зареєстровано 43 випадки хвороби. 7 квітня було виявлено ще більше випадків хвороби, і загальна кількість хворих становила 54. Серед більш ніж 200 тестів, проведених 8 квітня 2020 року, виявлено один новий випадок хвороби, кількість яких зросла до 55. З огляду на поточну ситуацію, що вказувала на поширення хвороби, в Ефіопії запровадили надзвичайний стан.
Ефіопський православний монах Тілахун Волдеміхаел, якому ймовірно було 114 років, виписали з лікарні 25 червня 2020 року після лікування киснем і дексаметазоном від коронавірусної хвороби. В Ефіопії на той час було 5200 підтверджених випадків.
13 січня 2021 року в Ефіопії було зареєстрованоо 129455 випадків хвороби, з них 12882 активні випадки та 2006 смертей. Це становить 17 смертей на мільйон населення.

### Французькі території

#### Майотта
Перший випадок коронавірусної хвороби у французькому заморському департаменті Майотта було зареєстровано 13 березня 2020 року. 31 березня зареєстрована перша смерть від COVID-19.
Єдина лікарня на Майотті в лютому 2021 року була переповнена хворими з COVID-19. Французька армія направила медичних працівників і розгорнула кілька реанімаційних ліжок, але цього було недостатньо.

#### Реюньйон
11 березня 2020 року підтверджено перший випадок хвороби у французькому заморському департаменті Реюньйон.

### Габон
Перший випадок хвороби в Габоні зареєстрований 12 березня 2020 року, це був 27-річний житель країни, який повернувся до Габону з Франції за 4 дні до підтвердження коронавірусної хвороби.

### Гамбія
17 березня 2020 року в Гамбії повідомили про перший випадок коронавірусної хвороби у 20-річної жінки, яка повернулася з Великої Британії.

### Гана
12 березня 2020 року повідомлено про перші два випадки хвороби в Гані. Ці випадки зареєстровані в осіб, які повернулися в країну з Норвегії та Туреччини, після чого в країні розпочався процес відстеження контактів цих хворих.
11 березня міністр фінансів Гани Кен Офорі-Атта виділив еквівалент 100 мільйонів доларів у седі для підвищення готовності Гани до поширення коронавірусу та плану протидії.
Служба охорони здоров'я Гани 6 серпня повідомила, що понад 2 тисячі медичних працівників були інфіковані, а 6 медичних працівників померли.
13 січня 2021 року в Гані було зареєстровано 56981 випадок хвороби, з них 1404 активні випадки та 341 смерть. Це становить 11 смертей на мільйон населення.

### Гвінея
13 березня 2020 року підтверджено перший випадок хвороби у Гвінеї у співробітника представництва Європейського Союзу в Гвінеї.
У травні 2020 року в місті Дюбрека віряни силою відкрили мечеть.

### Гвінея-Бісау
25 березня 2020 року в Гвінеї-Бісау підтверджено перші два випадки зараження COVID-19, у конголезького співробітника ООН і у громадянина Індії.

### Кот д'Івуар
11 березня було підтверджено перший випадок хвороби в Кот-д'Івуарі. 13 січня 2021 року в Кот-д'Івуарі було зареєстровано 24369 випадків хвороби, з них 1373 активних випадків та 140 смертей. Це становить 5 смертей на мільйон населення.

### Кенія

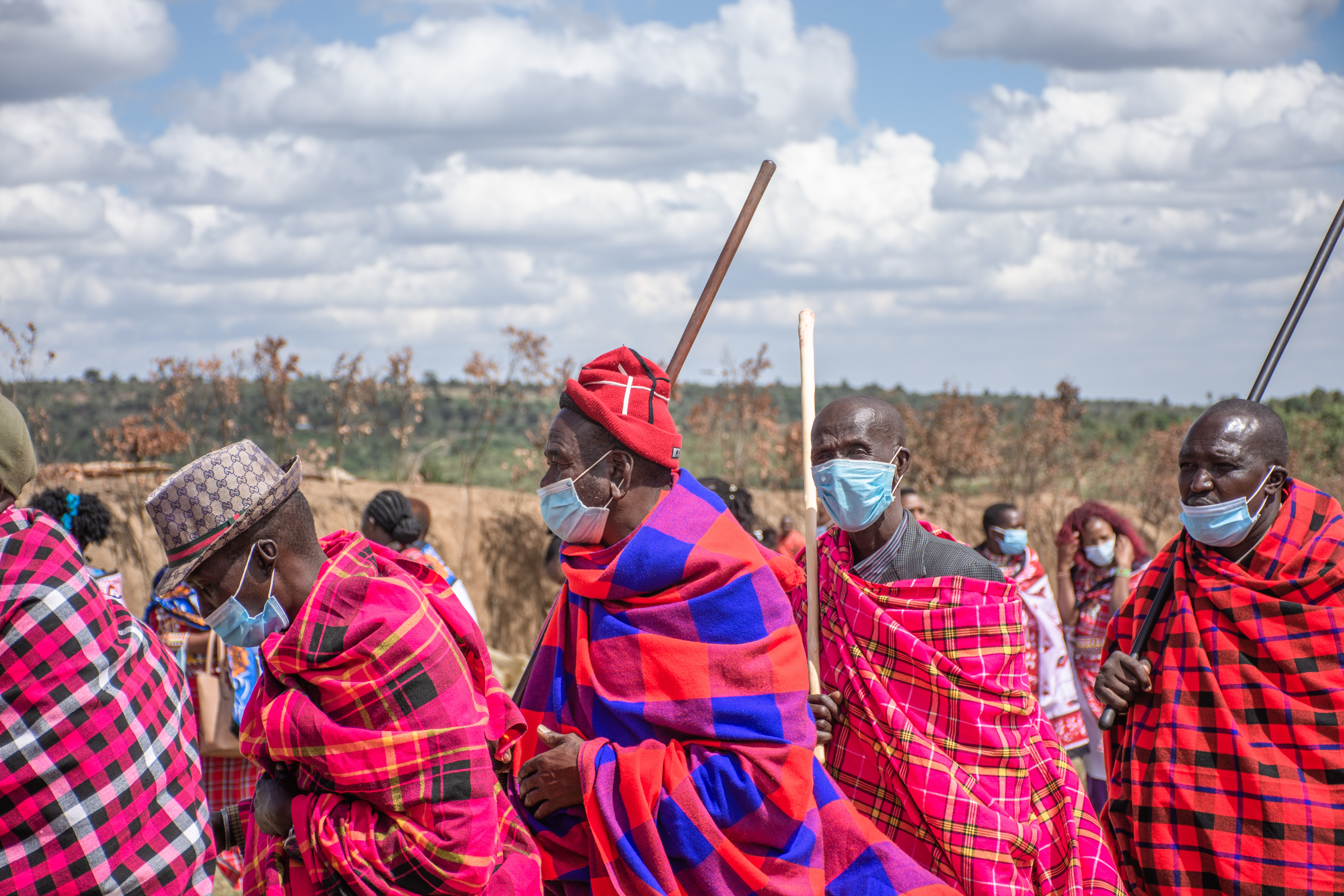
Чоловіки масаї в Кенії носять маски під час свята, березень 2021 року

12 березня 2020 року президент країни Ухуру Кеніятта підтвердив перший випадок хвороби в Кенії. 13 березня повідомлено, що перший випадок хвороби в країні зареєстровано в жінки, яка прибула зі США через Лондон.
13 січня 2021 року в Кенії було зареєстровано 98555 випадків хвороби, з них 15168 активних випадків і 1720 смертей. Це становить 32 смерті на мільйон населення.

### Лесото
13 травня 2020 року в Лесото було підтверджено перший випадок хвороби. Перша смерть у країні була зареєстрована 9 липня 2020 року.

### Ліберія
16 березня 2020 року було підтверджено перший випадок хвороби в Ліберії.
Церквам і мечетям в Ліберії дозволили знову відкритися з 17 травня 2020 року.

### Лівія
17 березня 2020 року для запобігання поширенню коронавірусу визнаний ООН уряд національної згоди Лівії закрив кордони країни, призупинив авіасполучення на 3 тижні та заборонив в'їзд до країни іноземним громадянам; також закриті школи, кафе, мечеті, та скасовані громадські зібрання.
24 березня було підтверджено перший випадок хвороби в Лівії. 13 січня 2021 року в Лівії було зареєстровано 106670 випадків хвороби, з них 21730 активних випадків і 1629 смертей. Це становить 235 смертей на мільйон населення.

### Мадагаскар
20 березня 2020 року на Мадагаскарі було підтверджено 3 перші випадки хвороби. Усі троє були жінками. Станом на 8 травня 2020 року на Мадагаскарі загалом було зареєстровано 225 підтверджених випадків хвороби, 98 одужань та жодної смерті.
Під час пандемії коронавірусної хвороби широко просувався мадагаскарський рослинний лікарський засіб під назвою «COVID-19 Organics», незважаючи на попередження Всесвітньої організації охорони здоров'я про те, що його ефективність недоведена. Танзанія, Екваторіальна Гвінея, Центральноафриканська Республіка, Республіка Конго, Демократична Республіка Конго, Ліберія та Гвінея-Бісау вже отримали тисячі доз «COVID-19 Organics» безкоштовно.

### Малаві
2 квітня 2020 року в Малаві було підтверджено 3 перші випадки хвороби. У квітні 2020 року Вищий суд Малаві видав наказ про тимчасове призупинення дії карантину, запровадженого урядом Малаві. У серпні 2020 року уряд Малаві запровадив додаткові заходи, включаючи обов'язкове носіння масок у громадських місцях, щоб зупинити поширення хвороби.

### Малі
25 березня 2020 року були підтверджені 2 перших випадки хвороби в Малі.

### Мавританія
13 березня 2020 року було підтверджено перший випадок хвороби в Мавританії. Станом на 18 квітня 2020 року в країні було 7 підтверджених випадків хвороби, 6 з яких одужали, а один помер, що зробило Мавританію на той час найбільш постраждалою країною в Африці. Ще один випадок хвороби було підтверджено 29 квітня 2020 року.

### Маврикій
Оскільки 18 березня 2020 року були підтверджені перші 3 випадки COVID-19 у країні, влада Маврикію розпочала проводити відстеження контактів: осіб, які контактували з інфікованими хворими, помістили на карантин, включаючи лікарів, медсестер і поліцейських. На той момент не було зареєстровано жодного випадку на островах Родрігес, Агалега та Сент-Брендон. 1 травня 2020 року було дозволено працювати більшій кількості підприємств, а саме пекарням, господарським магазинам і рибним ринкам, а години роботи супермаркетів було продовжено до 20:00. Банки продовжували працювати відповідно до суворого гігієнічного протоколу. Прем'єр-міністр оголосив, що діючу комендантську годину через COVID-19 буде продовжено до 1 червня 2020 року, а школи будуть закриті до 1 серпня 2020 року. 13 травня 2020 року уряд розробив суворі вказівки та правила, яких мали дотримуватися як пасажири, так і оператори громадського транспорту. Ці вказівки та нормативні акти відповідали стратегії уряду щодо забезпечення відсутності ризику розповсюдження COVID-19, оскільки країна поступово готувалася до відновлення певної економічної діяльності з 15 травня 2020 року. З 15 травня 2020 року Маврикій розпочав перший етап пом'якшення карантинних обмежень.

### Марокко
2 березня 2020 року в Марокко був зареєстрований перший випадок COVID-19 у громадянина Марокко, який проживав в Італії, та повернувся на батьківщину.

### Мозамбік
Перший випадок хвороби в Мозамбіку було зареєстровано 22 березня 2020 року в 75-річного чоловіка, який повернувся з Великої Британії. 13 січня 2021 року Мозамбік повідомив про 23726 випадків хвороби, з них 5239 активних випадків і 205 смертей. Це становить 39 смертей на мільйон населення.

### Намібія
14 березня було підтверджено перші 2 випадки хвороби в Намібії. У перші ж дні уряд країни призупинив авіасполучення з Катаром, Ефіопією та Німеччиною на 30 днів. Усі державні та приватні школи були закриті на місяць, а громадські зібрання було обмежено до 50 осіб. Це також включало святкування 30-ї річниці незалежності Намібії, яке відбулося 21 березня. Бібліотеки, музеї та художні галереї також були закриті.
17 березня президент Хаге Гейнгоб оголосив надзвичайний стан як законну підставу для обмеження основних прав населення, зокрема вільного пересування та зібрань, гарантованих конституцією.
Станом на 25 березня 2020 року загальна кількість випадків у країні досягла 7, один з яких вважався місцевою передачею вірусу. На 27 березня було оголошено 21-денний карантин у регіонах Еронго та Кхомас із забороною на поїздки між регіонами, за винятком приміських міст Окаханджа та Рехобот. Сесії парламенту були призупинені на той самий період, а бари та ринки закриті. 14 квітня карантин було продовжено ще на 2 тижні до 4 травня, цього разу він охоплював усі регіони, хоча ще раніше розпочало діяти розпорядження про загальний домашній карантин на всій території країни.
Після 5 квітня 2020 року, коли було виявлено 16 випадків, нових випадків інфікування не було до кінця квітня. Згодом уряд послабив обмеження з 5 травня. 10 липня в країні була зареєстрована перша смерть.
На 13 січня 2021 року в країні було зареєстровано 29183 випадки хвороби, з них 3504 активних випадків та 271 смерть. Це становить 106 смертей на один мільйон населення.
У липні 2022 року уряд скасував усі національні обмеження. У серпні 2022 року 6 невеликих прикордонних постів, які залишалися закритими протягом пандемії, знову відкрили. Єдине обмеження, що залишилося, полягало в тому, що прибуваючі з-за кордону повинні пред'явити документ про вакцинацію або негативний ПЛР-тест.

### Нігер
19 березня 2020 року зареєстровано перший випадок хвороби в Нігері. У грудні 2020 року було 1720 нових випадків, що збільшило загальну кількість підтверджених випадків до 3268. Кількість померлих зросла до 104. Кількість одужань зросла до 1802, на кінець року залишилось 1362 активних випадки хвороби.

### Нігерія
27 лютого 2020 року Нігерія повідомила про свій перший випадок хвороби, і перший випадок коронавірусу в Африці на південь від Сахари. Громадянин Італії, який працював у Нігерії, повернувся 25 лютого з Мілана через міжнародний аеропорт імені Муртали Мухаммеда, захворів 26 лютого та був переведений до закладів біозахисту штату Лагос для ізоляції та тестування. Тест був підтверджений позитивним результатом вірусологічної лабораторії Університетської навчальної лікарні Лагосу, яка є частиною Нігерійського центру контролю захворювань. Хворого перевели до інфекційної лікарні в муніципалітеті Яба в Лагосі. 28 лютого уповноважений з охорони здоров'я штату Лагос повідомив, що італієць подорожував літаками турецьких авіаліній з коротким транзитом у Стамбулі. Станом на 6 березня було виявлено загалом 219 первинних і вторинних контактів першого випадку, за якими проводилось активне спостереження.

#### Карантинні заходи
Федеральний уряд Нігерії наказав установам закритися на 30 днів як карантинні заходи для обмеження поширення COVID-19. Він також заборонив публічні зібрання. Уряд штату Лагос попросив школи закрити та заборонити громадські зібрання понад 50 осіб, особливо релігійні.
Кілька навчальних закладів у Нігерії закрили відповідно до вказівок федерального уряду в Абуджі. Це змусило керівництво одного з найбільших навчальних закладів Нігерії, Федеральної політехнічної школи Некеде в Оверрі, оголосити надзвичайні канікули для запобігання поширення COVID-19, заявивши, що надзвичайні канікули триватимуть 30 днів. У закладі вже тоді визначили дати іспитів на 2019—2020 навчальний рік.

#### Відомі особи з COVID-19
За даними засобів масової інформації та повідомлень служби охорони здоров'я стало відомо, що низка високопосадовців у Нігерії дали позитивний результат тесту на коронавірус. Відомі особи Нігерії, які отримали позитивний результат тесту на COVID-19 були, зокрема: керівник адміністрації президента Абба Кярі, губернатор штату Баучі Бала Мохаммед, губернатор штату Сеї Макінде, губернатор штату Кадуна Насір ель-Руфаї, губернатор штату Екіті Кайоде Фаємі, губернатор штату Дельта Іфеаньї Окова, губернатор штату Ебоні Дейв Умахі, губернатор штату Ондо Ротімі Акередолу. У червні 2020 року колишній губернатор штату Ойо Абіола Аджімобі також повідомив про позитивний результат тесту, пізніше він помер від хвороби 25 червня 2020 року. 19 липня 2020 року міністр закордонних справ та член президентської робочої групи з COVID-19 Джеффрі Оньєама також повідомив, що він отримав позитивний результат тесту.
Оскільки найближчі співробітники президента Мухаммаду Бухарі захворіли коронавірусною хворобою, нігерійці підозрювали, що президент також заразиться коронавірусом, бо навіть його голова апарату дав позитивний результат тестування. Тим часом Нігерійський центр контролю за захворюваннями повідомив, що тест президента Бухарі дав негативний результат після його проведення. У Нігерії були поширені побоювання, що керівник апарату президента Абба К'ярі, який дав позитивний результат на коронавірус, міг інфікувати інших, зокрема губернатора Когі Яхая Белло, міністра інформації Лая Мохаммеда, спеціального помічника президента з питань ЗМІ Гарбі Шеху; міністра з особливих доручень Джорджа Акуме; державного міністра у справах столичної території Рамату Тіджані; Джеффрі Оньєама та інших високопоставлених особів та відвідувачів під час молитви, що відбулася 17 березня 2020 року, за покійну матір губернатора штату Когі.>
Губернатор штату Когі Яхая Белло пройшов тест на коронавірус, але він виявився негативним. Інші особи зі списку, які зустрічалися з Аввою К'ярі, також дали негативний результат тесту на коронавірус.
89-річний римо-католицький прелат, колишній архієпископ римо-католицької архідієцезії Кадуна Пітер Ярійок Джатау, та 65-річний Ікенволі Годфрі Еміко, місцевий племінний володар з Варрі, померли від COVID-19 17 і 21 грудня відповідно.

### Руанда
14 березня 2020 року було підтверджено перший випадок хвороби в Руанді.
В інтерв'ю «Financial Times» 20 квітня 2020 року президент країни Поль Кагаме сказав, що, на його думку, відновлення Африки після пандемії коштуватиме 100 мільярдів доларів (80 мільярдів фунтів стерлінгів) і цілого покоління.

### Сан-Томе і Принсіпі
6 квітня 2020 року було підтверджено перші 4 випадки хвороби на Сан-Томе і Принсіпі. Перша смерть була зареєстрована 30 квітня 2020 року.

### Сенегал
2 березня 2020 року було підтверджено перший випадок хвороби в Сенегалі.
Під час Рамадану мечетям дозволено знову відкриватися, незважаючи на 2000 підтверджених випадків хвороби.
Поліція застосувала сльозогінний газ для розгону демонстрації в Дакарі після того, як 13 січня 2021 року президент Макі Салл оголосив комендантську годину з 21:00 до 5:00 у Дакарі та регіоні Тієс. Станом на 13 січня 2021 року Сенегал повідомив про 21883 випадки хвороби, 2773 активні випадки та 489 смертей. Це складало 29 смертей на мільйон населення.

### Сейшельські Острови
Сейшельські Острови повідомили про перші 2 випадки хвороби 14 березня 2020 року. Ці 2 випадки були зареєстровані в осіб, які контактували з невстановленими особами в Італії, тест на коронавірус у яких був позитивним. Станом на січень 2021 року на Сейшельських Островах було зареєстровано одну смерть.

### Сьєрра-Леоне
16 березня уряд Сьєрра-Леоне заборонив державним службовцям виїзд за кордон і закликав усіх громадян уникати закордонних поїздок. Карантинні заходи були введені для всіх відвідувачів, які прибули з країн із понад 50 випадками. Громадські заходи за участю понад 100 осіб також були заборонені. 24 березня президент Джуліус Маада Біо повідомив про запровадження надзвичайного стану терміном на рік для боротьби з потенційним спалахом хвороби.
Президент Сьєрра-Леоне підтвердив перший випадок коронавірусу в країні 31 березня, який був зареєстрований в особи, яка приїхала з Франції 16 березня і з того часу перебувала в ізоляції.

### Сомалі
16 березня 2020 року було підтверджено перший випадок хвороби в Сомалі. Міністерство охорони здоров'я країни повідомило, що це був громадянин Сомалі, який повернуввся додому з Китаю.

#### Пунтленд
Перший випадок хвороби і перша смерть були підтверджені в Пунтленді 23 квітня 2020 року. Через 6 місяців у регіоні було зареєстровано близько 500 випадків хвороби і щонайменше 9 смертей.

#### Сомаліленд
31 березня було підтверджено перші 2 випадки хвороби в Сомаліленді. Два випадки були зареєстровані в громадянина Сомаліленду та в громадянина Китаю.

### ПАР

#### Перша хвиля (березень 2020— листопад 2020)
5 березня 2020 року в ПАР було повідомлено про перший підтверджений випадок COVID-19 у чоловіка, який повернувся з Італії. Унаслідок цього 15 березня 2020 року президент Сиріл Рамафоса запровадив загальнонаціональний стан стихійного лиха, а 26 березня запровадив загальнонаціональний карантин.
З 1 травня 2020 року почалося поступове та поетапне пом'якшення обмежень карантину, знизивши загальнонаціональний рівень небезпеки до рівня 4. 1 червня 2020 року рівень небезпеки було послаблено до рівня 3. 15 серпня президент Рамафоса оголосив, що після проходження піку епідемії COVID-19, карантин буде знижено до рівня 2. 21 вересня карантин нарешті послаблено до рівня 1.

#### Друга хвиля (грудень 2020— квітень 2021)
Після виявлення 18 грудня 2020 року варіанту 501Y.V2 та зростання кількості випадків до перевищення кількості випадків у мільйон осіб, 28 грудня було повідомлено, що країна повернеться до рівня часткового карантину 3, щоб зменшити швидкість другої хвилі під час святкового сезону. Потім його було знижено до рівня 1 після того, як кількість випадків хвороби знизилася.
Загальнонаціональна програма вакцинації в ПАР мала розпочатися на початку лютого 2021 року після отримання першого мільйона доз вакцини Oxford-AstraZeneca, але 7 лютого південноафриканське регуляторне агентство призупинило застосування вакцини через те, що вона виявилася неефективною проти варіанту 501Y.V2.
17 лютого 2021 року національна програма вакцинації проти COVID-19 була офіційно запущена після того, як ПАР отримала першу партію з 80 тисяч доз вакцини Janssen. На той час регуляторне агентство країни схвалило до використання вакцини Pfizer-BioNTech і Janssen, а вакцину Oxford-AstraZeneca на той час призупинено через її неефективність. На даний момент 220 мільйонів доз вакцини Janssen виробляються на місцевому рівні, до квітня в країні проходила друга фаза вакцинації, націлена в основному на людей старше 60 років і працівників екстрених служб.

#### Третя хвиля (травень 2021 року–до травня 2023 року)
30 травня 2021 року президент Сиріл Рамафоса звернувся до нації, оголосивши про посилення обмежень із скоригованого рівня небезпеки 1 до 2. Збільшення кількості випадків пов'язувалося з появою варіанту B.1.617.2. Настала третя хвиля COVID-19.

### Південний Судан
5 квітня 2020 року було підтверджено перший випадо хвооби в Південному Судані.
Два випадки COVID-19 були підтверджені 13 травня 2020 року в переповненому таборі для біженців у Джубі. Табір вміщує 30 тисяч осіб.

### Території Іспанії

#### Канарські острови
Перші випадки COVID-19 на Канарських островах були зареєстровані 31 січня 2020 року. Станом на 15 травня 2020 року на островах було зареєстровано 2275 випадків хвороби та 151 смерть.

#### Сеута
Перший випадок хвороби в Сеуті був зареєстрований 13 березня 2020 року.

#### Мелілья
Перший випадок хвороби в Мелільї був зареєстрований 10 березня 2020 року. Станом на 16 лютого 2021 року на території міста було підтверджено 6675 випадків хвороби, з яких 472 хворих були госпіталізовані та 62 померли.

### Судан
Перший випадок хвороби в Судані було зареєстровано 13 березня 2020 року в чоловіка, який помер у Хартумі напередодні. Він відвідав Об'єднані Арабські Емірати в перший тиждень березня.
Станом на 29 травня 2020 року сплеск зареєстрованих смертей у Північному Дарфурі спричинив побоювання щодо серйозного спалаху в регіоні, хоча забезпечення тестуванням у регіоні було незадовільним.
На 13 січня 2021 року в Судані було зареєстровано 25730 випадків хвороби, з них 8914 активних випадків і 1576 смертей. Це становить 36 смертей на мільйон населення.

### Танзанія
16 березня 2020 року було підтверджено перший випадок хвороби в Танзанії. У травні влада країни припинила повідомляти про кількість випадків.
У січні 2021 року уряд Танзанії оголосив, що не планує брати участь у проєктах вакцинації, які заохочує ВООЗ. Католицька церква в Африці заявила, що помітила збільшення поминальних мес, і звинуватила проведення похоровальних церемоній у зростанні заражень COVID-19.
17 лютого 2021 року 77-річний віце-президент Занзібару Сейф Шаріф Хамад помер від гострої пневмонії, спричиненої COVID-19.
Президент Танзанії Джон Магуфулі помер від хвороби серця 17 березня, хоча багато хто підозрював, що його смерть була пов'язана з COVID-19. Лікарі висловили надію, що новий президент принесе позитивні зміни в боротьбу з поширенням хвороби.

### Того
6 березня 2020 року було підтверджено перший випадок хвороби в Того. Станом на 17 лютого 2021 року в країні було зареєстровано 5953 випадки хвороби, з них 5094 одужань та 81 смерть.

### Туніс
2 березня було підтверджено перший випадок хвороби в Тунісі.
13 січня 2021 року в країні було зареєстровано 168568 випадків хвороби, з них 40378 активних випадків і 5415 смертей. Це 456 смертей на мільйон населення.

### Уганда
20 березня 2020 року в Уганді було підтверджено перший випадок хвороби. Перша підтверджена смерть у країні була зареєстровано 24 липня 2020 року.
Станом на 13 січня 2021 року в Уганді було зареєстровано 38085 випадків хвороби, з них 24698 активних випадків і 304 смерті. Це складало 7 смертей на один мільйон населення. Станом на 27 липня 2021 року у 97 % проаналізованих проб був виявлений дельта-варіант вірусу.

### Острови Святої Єлени, Вознесіння і Тристан-да-Кунья
16 березня 2020 року у 3 осіб, які прибули повітряним транспортом на острів Вознесіння, виявлено симптоми COVID-19. Проте 23 березня повідомлено, що проведене 22 березня тестування у всіх трьох дало негативний результат.
17 березня 2020 року були заборонені всі авіаперельоти на острів Святої Єлени, за винятком повернення громадян або резидентів острова та подібних випадків. На той час на острові Святої Єлени не було зареєстровано випадків хвороби.
16 березня 2020 року рада острова Тристан-да-Кунья ухвалила рішення заборонити відвідувати острів особам, які не проживають на ньому, для запобігання можливого інфікування коронавірусом жителів острова.
7 вересня 2020 року уряд острова Вознесіння повідомив про 2 ймовірних випадки коронавірусної хвороби, а 9 вересня підтверджено, що в цих двох осіб діагностовано перенесену раніше коронавірусну хворобу. 16 листопада 2020 року уряд острова Вознесіння повідомив про ще одну підозру на коронавірусну хворобу, тестування, проведене цій особі 18 листопада, виявилось негативним. 24 грудня 2020 року уряд острова повідомив про виявлення випадку коронавірусної хвороби в особи, яка знаходилась на ізоляції, повторний тест у цього хворого 6 січня 2021 року був негативним.
26 березня 2021 року управління охорони здоров'я острова Святої Єлени повідомило про ймовірний випадок коронавірусної хвороби в особи, яка прибула на острів авіарейсом 24 березня. 29 березня 2021 року тест на коронавірус у цієї особи виявився негативним. 27 березня 2021 року уряд острова повідомив про виявлення кількох випадків хвороби на рибальському судні.

### Західна Сахара
4 квітня було підтверджено перші 4 випадки в контрольованій Марокко частині Західної Сахари. Сахарська Арабська Демократична Республіка повідомила про перші випадки на контрольованій нею території 25 липня 2020 року.

### Замбія
18 березня 2020 року Замбія повідомила про перші 2 випадки COVID-19. Хворими була пара, яка поїхала до Франції у відпустку. Третій випадок було зареєстровано 22 березня в чоловіка, який повернувся з Пакистану.
25 березня президент Едгар Лунгу підтвердив загалом 12 випадків. Він також оголосив про заходи, які включають призупинення міжнародних рейсів міжнародними аеропортами імені Саймона Мванси Капвепве, імені Гаррі Мваанги Нкумбули та аеропорту Мфуве, і перенаправлення всіх міжнародних рейсів до міжнародного аеропорту імені Кеннета Каунди, щоб полегшити перевірку пасажирів, що прибувають до країни, і за необхідності обов'язковий карантин цих пасажирів; а також закриття всіх барів, нічних клубів, казино, кінотеатрів та спортзалів, та обмеження всіх публічних зібрань до 50 осіб або менше.
До 17 березня уряд закрив усі навчальні заклади та ввів деякі обмеження на поїздки за кордон.
19 серпня у віце-президента Замбії Інонге Віна підтвердився позитивний результат тестування на COVID-19.
Станом на 13 січня 2021 року в Замбії було зареєстровано 31100 випадків хвороби, з них 9023 активних випадки та 509 смертей. Це становить 27 смертей на один мільйон населення.

### Зімбабве
Ще до того, як у Зімбабве були підтверджені випадки хвороби, президент Еммерсон Мнангагва оголосив у країні надзвичайний стан, запровадивши обмеження на поїздки та заборону масових зібрань. Міністр оборони країни Оппа Мучінгурі спричинила скандал, заявивши, що коронавірус може бути божественною карою для західних країн за введення санкцій проти Зімбабве.
Перший випадок хвороби в країні був зареєстрований 21 березня 2020 року в чоловіка, жителя міста Вікторія-Фолз, який прибув із Сполученого Королівства через ПАР 15 березня.
Поліція країни повідомила, що 105 тисяч осіб було заарештовано за порушення карантинних заходів в період з березня по липень 2020 року, включаючи 1000 арештів за відсутність масок 18 і 19 липня.
Станом на 13 січня 2021 року в Зімбабве було зареєстровано 24256 випадків хвороби, 10009 активних випадків і 589 смертей. Це становить 39 смертей на один мільйон населення.
Стверджувалося, що в державній програмі вакцинації існує корупція, при цьому пріоритет на отримання вакцини надається тим, хто готовий платити хабарі персоналу лікарні, а також членам правлячої партії Зімбабве ЗАНУ–ПФ. Також повідомлялося, що вакцини були доступні в приватній системі охорони здоров'я за ціною приблизно 40 доларів США.

### Британська територія в Індійському океані
Станом на 18 січня 2021 року було зареєстровано 2 випадки хвороби на атолі Дієго-Гарсія в Британській Території в Індійському Океані, а потім в 3 прибулих у квітні 2021 року, які згодом дали позитивний результат тестування під час 14-денного карантину. Доступ до островів, який і так сильно обмежений через наявність військової бази на Дієго-Гарсія, був додатково обмежений, а ліцензії на відвідування суден призупинено.
Всі особи, які прибували на територію Британської Території в Індійському Океані, підлягали 14-денному карантину; також були запроваджені заходи соціального дистанціювання.

## Вакцинація
У більшості країнах і територіях Африки розпочалися програми вакцинації проти COVID-19. У червні 2021 року Всесвітня організація охорони здоров'я передбачила, що 47 із 54 країн Африки не досягнуть мети вакцинувати 10 % свого населення до вересня 2021 року. У червні на Африку припадало менше 1 % світових доз вакцин проти COVID-19. Африка отримала загалом менше 2 % із 3 мільярдів доз вакцини, які надійшли до всіх країн.
Станом на 5 липня 2021 року вакцинальні кампанії розпочалися в 51 африканській країні, де 36,5 мільйонів осіб отримали принаймні одну дозу вакцини.
15 липня 2021 року африканський координатор ВООЗ з імунізації та розробки вакцин повідомив, що африканські країни знищили близько 450 тисяч доз вакцини через закінчення терміну придатності. Як приклад він навів Малаві, Південний Судан, Ліберію, Мавританію, Гамбію, Сьєрра-Леоне, Гвінею, Коморські Острови та Демократичну Республіку Конго.
Також у липні 2021 року Європейський інвестиційний банк зобов'язався профінансувати перший у Сенегалі завод з виробництва вакцини проти COVID-19 в Інституті Пастера в Дакарі. Очікується, що до кінця 2022 року цей завод буде виготовляти до 25 мільйонів доз ліцензованої вакцини від COVID-19 на місяць. Це частина із низки заходів Європейського інвестиційного банку з подолання наслідків COVID-19 для здоров'я та економіки. Одночасно «BioNTech» і Європейський Союз співпрацювали, щоб оцінити потужності виробництва мРНК-вакцин у Руанді та Сенегалі.
У 7 африканських країнах (Ботсвана, Кабо-Верде, Маврикій, Марокко, Руанда, Сейшельські острови, Туніс) усе цільове населення було повністю вакциновано до кінця 2021 року. На іншому кінці шкали масової вакцинації не було в Еритреї, а в Бурунді та Демократичній Республіці Конго було повністю вакциновано менше 0,4 % цільового населення.

## Передумови

### Вплив епідемії
Експерти стурбовані поширенням COVID-19 в Африці, оскільки багато систем охорони здоров'я на континенті є неадекватними та мають такі проблеми, як відсутність обладнання, брак фінансування, недостатня підготовка медичних працівників і неефективна передача даних. Існували побоювання, що в Африці пандемію буде важко втримати під контролем, і вона може спричинити величезні економічні проблеми, якщо вона широко пошириться.
Пандемія спричинила серйозні економічні наслідки для африканських країн, завдавши шкоди зростаючому середньому класу континенту та загрожуючи збільшенням рівня бідності та крайньої бідності. 23 червня 2021 року дослідники з Гарвардської школи громадської охорони здоров'я імені Т. Чана та Мережі досліджень, впровадження науки та освіти в Африці опублікували 6 досліджень щодо впливу епідемії та заходів контролю на харчування, здоров'я, та нерівномірний розподіл матеріальних цінностей. Їх висновки включали підвищення цін на продукти харчування, зрив навчання в школах і перебої в медичних послугах.
Попередні дослідження показали, що негативний вплив державних органів на економіку зростав з 2014 по 2018 роки, досягнувши високих рівнів у низці країн, включаючи Гану, Нігер, Танзанію та Замбію. Після глобальної фінансової кризи накопичення боргу в Африці між 2008 і 2017 роками призвело до збільшення державного боргу на банківських балансах, підвищення процентних ставок за суверенними паперами в кількох африканських країнах, і краху банків. Враховуючи величезне зростання заборгованості по всій Африці в 2020 році, існує певна ймовірність повторення цього циклу, що перешкоджатиме відновленню після пандемії.
У період з 2020 по 2021 рік у 9 африканських країнах було проведено додаткові модулі дослідження «COVID-19 Enterprise», які дали результати, що відповідають серйозному економічному ефекту. Близько 88 % підприємств у країнах, де проводилися подальші опитування щодо COVID-19 (3 в Південній Африці, 1 у Східній Африці, 4 в Західній Африці та 1 в Північній Африці), страждали від зниження ліквідності, більше 55 % з них тимчасово закрилися під час пандемії COVID-19. Майже 8 % оголосили про банкрутство, а 26 % підприємств мають прострочення за зобов'язаннями фінансових установ. Фірми, які залежали від капіталу, становили 36 %. На відміну від підприємств, що залежать від кредитів комерційних банків для вирішення проблем грошових потоків, вони, більш імовірніше, досягнуть успіху у 16 % випадків.

### Системи охорони здоров'я
Станом на 18 квітня 2020 року наявність апаратів штучної вентиляції легень була недостатньою на більшій частині Африки: 41 країна мала лише 2 тисячі апаратів штучної вентиляції легень, а 10 країн взагалі не мали апаратів ШВЛ. У деяких частинах континенту відчувається дефіцит навіть основних санітарних засобів, таких як мило та вода. Організація Об'єднаних Націй повідомила, що у 2020 році для 1,3 мільярда людей на континенті необхідно щонайменше 74 мільйони тестових наборів і 30 тисяч апаратів штучної вентиляції легень.
Всесвітня організація охорони здоров'я допомогла багатьом країнам континенту створити лабораторії для тестування на COVID-19. Матшидісо Моеті з ВООЗ сказав: «Нам потрібно тестувати, відстежувати, ізолювати та лікувати».
Низка експертів вважали, що досвід боротьби з гарячкою Ебола допоміг деяким країнам підготуватися до пандемії COVID-19.
Для спостереження та виявлення випадків хвороби використовувалась інтегрована програма спостереження за захворюваннями. По всьому континенту було запроваджено молекулярне тестування з використанням існуючих програм епіднагляду за такими захворюваннями, як ВІЛ, стійкий до ліків туберкульоз і гарячка Ласса. Об'єднане тестування для прискорення часу обробки було вперше запроваджено в низці африканських країн, зокрема в Гані.
Ключове керівництво на національному та регіональному рівнях забезпечувалось інститутами громадської охорони здоров'я, зокрема Нігерійським центром контролю захворювань, 5 регіональних центрів контролю захворювань та Африканськими центрами з контролю та профілактики захворювань. Африканські центри з контролю та профілактики захворювань працювали над підтримкою проведення заходів на всьому континенті та доставили тести, надані Фондом Джека Ма. Африканські центри з контролю та профілактики захворювань, Всесвітня організація охорони здоров'я та проєкт відкритих даних про COVID-19 в Африці зібрали та оприлюднили дані зі всього континенту про кількість випадків, одужань та смертей. Проєкт відкритих даних про COVID-19 в Африці надає додаткові дані про інфікованих медичних працівників, медичні послуги, термінові потреби та місцеві лабораторії.

#### Вакцинація
Директор Африканського центру з контролю та профілактики захворювань Джон Нкенгасонг 10 грудня 2020 року попередив, що Африка може отримати вакцини лише після другого кварталу 2021 року. Окремо Річард Міхіго з Всесвітньої організації охорони здоров'я попередив про нерівність у доступі до вакцин проти COVID-19.
У Єгипті рівень бідності станом на лютий 2021 року становив 29,7 %, тобто 30,5 мільйона осіб. Тим не менш, повідомлялося, що влада стягує від 100 до 200 єгипетських фунтів за дві дози вакцини AstraZeneca проти COVID-19. Відповідно до економічних умов у Єгипті, дві дози вакцини забирають приблизно від 13 до 27 відсотків місячного доходу людей, які живуть трохи вище межі бідності. За неофіційними оцінками, з травня 2020 року по липень 2020 року в Єгипті від COVID-19 померли близько 60 тисяч осіб.

### Заходи
В Африці було апробовано інноваційне використання технологій у сфері охорони здоров'я та інших секторах, зокрема доставка наборів для тестування безпілотниками в ізольовані райони.
У 2020 році Європейський інвестиційний банк виділив 5 мільярдів євро нових приватних і державних інвестицій по всій території Африки, щоб допомогти послабити наслідки пандемії COVID-19, а також подолати економічні наслідки епідемії. 71 % коштів було спрямовано на найменш розвинені економіки. Загальний обсяг фінансування йшов на підтримку проектів на суму понад 12 мільярдів євро в 28 країнах Африки. За оцінками, ця фінансова підтримка допоможе 210 мільйонам осіб отримати щеплення від COVID-19, 595400 будинків отримати нову електроенергію, 778 тисяч осіб отримати безпечніше водопостачання. Фермери також отримають вигоду від 26500 гектарів свіжозрошуваних земель і 3076 гектарів нового лісу.
Тривале стійке відновлення після COVID-19 потребуватиме додатковий 1 трильйон доларів США щорічних інвестицій для бідних країн, на додаток до 2,5 трильйонів додларів щорічного дефіциту фінансування для докризових Цілей сталого розвитку.

### Карантин
У березні 2020 року Матшидісо Моеті з Всесвітньої організації охорони здоров'я заявив, що в деяких місцях Африки миття рук і фізичне дистанціювання можуть бути малодоступними. Існувала думка, що в низці місць карантинні обмеження можуть бути неможливими, і проблеми можуть посилюватися поширеністю таких захворювань, як малярія, СНІД, туберкульоз і холера. Однак до травня 2020 року принаймні 42 африканські країни запровадили частковий або повний карантин. Експерти говорили, що стратегія, заснована на тестуванні, може дозволити африканським країнам мінімізувати карантини, які завдають величезних труднощів тим, хто залежить від щоденного доходу, щоб мати можливість прогодувати себе та свої родини. Крім того, існував підвищений ризик голоду в кількох африканських країнах.
У більшості країн Африки запроваджено низку профілактичних заходів, включаючи обмеження на пересування, скасування рейсів, скасування громадських заходів, закриття шкіл і закриття кордонів. Публічні особи та знаменитості приєдналися до експертів у сфері охорони здоров'я, закликаючи людей дотримуватися соціального дистанціювання. Інші заходи для стримування та обмеження поширення хвороби включали комендантську годину, локдауни та обов'язкове використання масок.

### Місцеві підприємства
Місцеві підприємства фінансово підтримали заходи з боротьби з поширенням хвороби та почали виробництво масок і засобів для дезінфекції рук.

### Соціальні мережі
Докладались значні зусиля для боротьби з дезінформацією про COVID-19 і надання точної інформації для підтримки заходів щодо боротьби з COVID-19. Ініціатива соціальних медіа «Перевірено» Організації Об'єднаних Націй використовувала «інформаційних волонтерів», щоб допомогти розвінчати неправдиві заяви про дослідження вакцини та підроблені ліки. Ініціатива ЮНЕСКО #DontGoViral зібрала актуальну інформацію з відкритих джерел місцевими мовами. Комунікаційне агентство «35-North» співпрацювало з проєктом відкритих даних «COVID-19 Africa» для боротьби з дезінформацією через Telegram і WhatsApp. Воно також підняло питання про державну політику та довіру до урядів Африки та інших країн, і кинуло їм виклик у багатьох різних аспектах.

## Новітні можливості
COVID-19 зробив африканців більш креативними. Зараз африканці виробляють дезінфікуючі засоби для рук, апарати штучної вентиляції легень і маски для обличчя, а також оволоділи розумними технологіями.